# 공화국탈주

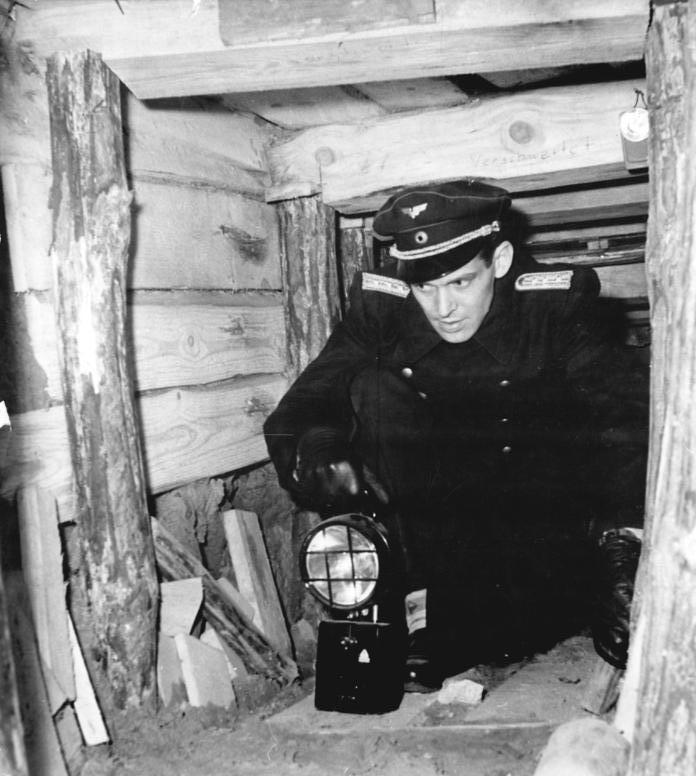
1962년 1월 독일 국가평의회 관계자가 베를린 볼랑크스트라제 역 아래 탈출 터널을 조사하고 있다.

공화국탈주(독일어: Republikflucht)는 서독, 서베를린 및 바르샤바 조약이 아닌 국가로의 불법 이주에 대한 독일 민주 공화국(동독)의 구어체 용어였다. 공식 용어는 불법 국경 통과(독일어: Ungesetzlicher Grenzübertritt)였다.

## 같이 보기
- 동구권의 이주와 탈주
- 북한이탈주민